# Roshan Pura
Roshan Pura (nota anche come Dichaon Khurd) è una suddivisione dell'India, classificata come census town, di 38.580 abitanti, situata nel distretto di Delhi Sud Ovest, nello territorio federato di Delhi. In base al numero di abitanti la città rientra nella classe III (da 20.000 a 49.999 persone).

## Geografia fisica
La città è situata a 28° 36' 06 N e 77° 00' 02 E.

## Società

### Evoluzione demografica
Al censimento del 2001 la popolazione di Roshan Pura assommava a 38.580 persone, delle quali 20.949 maschi e 17.631 femmine. I bambini di età inferiore o uguale ai sei anni assommavano a 5.976, dei quali 3.336 maschi e 2.640 femmine. Infine, coloro che erano in grado di saper almeno leggere e scrivere erano 27.348, dei quali 16.036 maschi e 11.312 femmine.